# Claudio Sánchez-Albornoz
Claudio Sánchez-Albornoz y Menduiña (Madrid, 7 aprile 1893 – Avila, 8 luglio 1984) è stato uno storico e arabista spagnolo.

## Biografia
Laureato in Filosofia e Lettere nel 1913, con menzione straordinaria. Addottoratosi nel 1914 nell'Università Complutense di Madrid con una tesi su «La Monarchia nelle Asturie, León e Castiglia durante i secoli VIII al XIII. Il potere regio e le signorie». Numero uno nel concorso per il Cuerpo Facultativo de Archivos, Bibliotecas y Museos, divenne cattedratico numerario di Storia della Spagna nelle università di Barcellona, Valencia, Valladolid e Madrid, succedendo al suo antico relatore, Eduardo de Hinojosa.

Nel 1926 entrò nella Real Academia de la Historia, diventando il più giovane membro mai entrato in quell'alto consesso, e fu Rettore della Universidad Central nel 1932-34. Deputato di Ávila tra il 1931 e il 1936, ministro di Stato nel 1933, vicepresidente delle Cortes nel 1936, consigliere della Pubblica Istruzione tra il 1931 e il 1933 e ambasciatore di Spagna a Lisbona.
A causa dell'esito della guerra civile spagnola partì in esilio in Argentina, diventando professore di Storia nelle università di Universidad Nacional de Cuyo (Mendoza) e di Buenos Aires, fondando in Argentina l'Instituto de Historia de España e la rivista «Cuadernos de Historia de España». Ebbe vasta eco la sua polemica con Américo Castro sul tema della natura della Spagna attraverso i secoli. Dal marzo del 1962 fino a febbraio del 1971 fu presidente del Governo della Repubblica spagnola in esilio.
Nel 1976 tornò in Spagna per due mesi, stabilendosi ad Avila definitivamente nel 1983.

## Pubblicazioni
- Estampas de la vida en León hace mil años, Madrid, 1926 (ed. ital. Una città della Spagna cristiana mille anni fa (Stampe della vita di León nel secolo X), Napoli, Guida Editori, 1971).
- En torno a los orígenes del feudalismo. Mendoza, 1942.
- Ruina y extinción del municipio romano en España e instituciones que lo reemplazan. Buenos Aires, 1943.
- España y el Islam, Buenos Aires, 1943
- El Ajbar Maym'a. Problemas historiográficos que suscita, Buenos Aires, 1944.
- El "Stipendium" hispano-godo y los orígenes del beneficio prefeudal, Buenos Aires, 1947.
- España: un enigma histórico, Buenos Aires, 1957.
- Españoles ante la historia, Buenos Aires, 1958.
- De ayer y de hoy. Madrid, 1958.
- La España Musulmana, Buenos Aires, 1960
- Estudios sobre las instituciones medievales españolas, México, 1965.
- Despoblación y repoblación en el Valle del Duero, Buenos Aires, 1966.
- Investigaciones sobre historiografía hispana medieval (siglos VIII al XIII), Buenos Aires, 1967.
- Investigaciones y documentos sobre las instituciones hispanas, Santiago de Chile, 1970.
- Miscelánea de estudios históricos, León, 1970.
- Orígenes de la nación española. Estudios críticos sobre la Historia del reino de Asturias, Oviedo, t. I: 1972, t. II: 1974, t. III: 1975.
- Del ayer de España. Trípticos históricos. Madrid, 1973.
- Ensayos sobre Historia de España, Madrid, 1973.
- Vascos y navarros en su temprana historia, Madrid, 1974.
- El Islam de España y el Occidente, Madrid, 1974.
- Mi testamento histórico político, Barcelona, 1975.
- Viejos y nuevos estudios sobre las instituciones medievales españolas. Madrid, 1976.
- El régimen de la tierra en el reino asturleonés hace mil años. Buenos Aires, 1978.
- El reino asturleonés (722-1037). Sociedad, Economía, Gobierno, Cultura y Vida. Historia de España Menéndez Pidal, t. VII, vol. 1, Madrid, 1980.
- Estudios sobre Galicia en la temprana Edad Media, La Coruña, 1981.
- Orígenes del Reino de Pamplona. Su vinculación con el Valle del Ebro, Pamplona, 1981.
- La Edad Media española y la empresa de América, Madrid, 1983.
- Santiago, hechura de España. Estudios Jacobeos, Prólogo de José-Luis Martín. Ávila, 1993.

## Riconoscimenti
Nel 1970 l'Accademia dei Lincei gli ha conferito il Premio Feltrinelli Internazionale per Storia, Geografia Storica e Antropica.